# Kimilili
Kimilili es una localidad de Kenia, con estatus de municipio, perteneciente al condado de Bungoma.
Tiene 94 927 habitantes según el censo de 2009.

## Demografía
Los 94 927 habitantes del municipio se reparten así en el censo de 2009:
- Población urbana: 41 115 habitantes (19 800 hombres y 21 315 mujeres)
- Población periurbana: 53 812 habitantes (26 207 hombres y 27 605 mujeres)
- Población rural: no hay población rural en este municipio

## Transportes
Se sitúa sobre la carretera C42, que une Bungoma con la carretera A1 pasando por Chwele. Al sur de Kimilili sale una carretera secundaria que también permite ir a Bungoma.